# Бесчастный, Артур Николаевич
Арту́р Никола́евич Бесча́стный ( Пермь, РСФСР, СССР) — российский актёр кино, театра и дубляжа, известный по ролям в фильмах «Измена» и «Довлатов» и сериалах «Дылды», «Мир! Дружба! Жвачка!», «Убить Риту» и «Открытый брак».

## Биография
О детстве и семье сведений мало: в открытых источниках можно найти информацию о дате и месте рождения, а также упоминание о том, что в детстве Артур занимался рукопашным боем в секции «Юный друг милиции», увлекался лыжным спортом и хоккеем.
О жизни Бесчастного вообще известно немногое: он не любит давать интервью, редко появляется в социальных сетях и не откровенничает о личном.
Когда-то я решил для себя, что буду таким артистом, который всегда в тени, — появляться в проекте, играть свою роль максимально хорошо, а потом пропадать.
Такая концепция существования в профессии мне показалась наиболее комфортной, и с тех пор я почти всегда следую этому принципу. Меня больше интересует работа на площадке и в кадре, хочется как можно ближе подобраться к самой сути служения в профессииАртур Бесчастный
В юности Бесчастный четыре года посвятил русским народным танцам в ансамбле «Узоры Прикамья», регулярно участвовал в школьной самодеятельности и выступал с концертами для друзей во дворе.
В 2006 году переехал в Москву и попытался поступить в Щукинское училище, но не прошёл конкурс. Тогда же впервые появился на экране — в реалити-шоу «Дом-2». По его словам, участвовал в проекте исключительно из меркантильных целей:
Я только переехал в Москву, у меня было 700 рублей в кармане. Потихоньку стал обживаться в столице, подрабатывал официантом. Потом случилось так, что нужно было срочно съехать из комнаты, которую я снимал. По телевизору я увидел бегущую строку: «Идёт кастинг в телепроект». И понял, это спасение! Там есть где жить, что есть. Плюс подумал, получу неплохой опыт работы на камеру. У меня была цель — поступить в актёрскую школу и как-то попасть в мир кино и театра
Два года Бесчастный готовился к вступительным экзаменам в театральный вуз — занимался с педагогом ВГИКа Людмилой Чирковой, а в 2008-м поступил сразу в три: ГИТИС, Щукинское училище и Школу-студию МХАТ. Артур выбрал Школу-студию при Московском Художественном театре (курс К. С. Серебренникова) и в 2012 году окончил её.
С 2012 по 2017 год был актёром «Гоголь-центра». В числе спектаклей, в которых принимал участие, — «Идиоты» и «Гамлет».
В кино дебютировал в эпизоде сериала «Безмолвный свидетель 3». Широкую известность получил после выхода драмы Кирилла Серебренникова «Измена», в которой сыграл дознавателя.
Среди его известных работ — роли в фильмах «Холодное лето», «Довлатов», «Отражение тьмы», «Вызов» и сериалах «Дылды», «Мир! Дружба! Жвачка!», «Убить Риту» и «Открытый брак».

## Карьера
В кино появился в 2009 году в эпизодической роли в криминальном детективном сериале «Безмолвный свидетель 3». После в его фильмографии был ряд картин, в которых он также появлялся в эпизодах, а в 2012 году на экраны вышла драма Кирилла Серебренникова «Измена», где Бесчастному досталась роль дознавателя. Проект принёс ему широкую известность. 
В том же году он окончил Школу-студию МХАТ, был принят в труппу «Гоголь-центра» и работал там до 2017 года. В числе спектаклей, в которых принимал участие, — «Идиоты» и «Гамлет».  
Параллельно снимался в кино: зрители видели его в ролях Иосифа Бродского в фильме «Довлатов» и сериале «Таинственная страсть», Ленчика в полнометражной комедии «День города», Стысина в историко-драматическом фильме-катастрофе Данилы Козловского «Чернобыль», Валерия Перцова в фантастическом комедийном телесериале «Адаптация», Виталика в сериале «Мир! Дружба! Жвачка!» и многих других проектах.   

### Личная жизнь
Женат на Надежде, есть дочь по имени Веда.

## Интересные факты
- С 2016 года не ест мясо.
- В детстве четыре года занимался народными танцами в ансамбле «Узоры Прикамья».
- Есть опыт работы на стройке, а также таксистом.
- В юности красил рыжие от природы волосы в каштановый цвет: комплексовал, потому что знакомые дразнили его «рыжим, конопатым».
- Бесчастный — его настоящая фамилия.

## Театральные работы

### Гоголь-центр
- «Идиоты» — Елисей
- «Гамлет» — Клавдий

## Фильмография
| Год       |   | Название                                  | Роль                              |
| --------- | - | ----------------------------------------- | --------------------------------- |
| 2009      | с | Безмолвный свидетель 3                    | Имя персонажа не указано          |
| 2010      | ф | Поцелуй сквозь стену                      | продавец-консультант в автосалоне |
| 2011      | ф | Чужая мать                                | Имя персонажа не указано          |
| 2011      | с | Далеко от войны                           | Миримов                           |
| 2012      | ф | Измена                                    | Дознаватель                       |
| 2012      | ф | Коля-Коля                                 | Имя персонажа не указано          |
| 2012      | ф | Астра, я люблю тебя (Новелла «Коля-Коля») | Имя персонажа не указано          |
| 2013      | ф | Иона                                      | Maki                              |
| 2013      | ф | Тёмный мир: Равновесие                    | Имя персонажа не указано          |
| 2013      | с | Культ                                     | Андрей                            |
| 2015      | ф | Знак                                      | Имя персонажа не указано          |
| 2015      | с | Таинственная страсть                      | Яков Процкий                      |
| 2015      | ф | Точный адрес                              | Имя персонажа не указано          |
| 2016      | ф | Дуэлянт                                   | Распорядитель балагана            |
| 2016      | ф | Дачники                                   | Имя персонажа не указано          |
| 2017—2019 | с | Адаптация                                 | Валерий Перцов                    |
| 2017      | ф | Холодное танго                            | Капрал                            |
| 2018      | ф | Довлатов                                  | Иосиф Бродский                    |
| 2019      | ф | Сторож                                    | Богатов                           |
| 2019—2022 | с | Дылды                                     | Анохин, известный волейболист     |
| 2020      | ф | Чернобыль                                 | Стысин                            |
| 2020—2023 | с | Мир! Дружба! Жвачка!                      | Виталик                           |
| 2021      | ф | Иван Денисович                            | Кильдигс                          |
| 2021      | ф | День города                               | Ленчик                            |
| 2021      | с | Бесит                                     | Полицейский                       |
| 2022      | ф | Этерна: Часть первая                      | Леопольд Манрик                   |
| 2023      | ф | Отражение тьмы                            | Хавьер                            |
| 2023      | ф | Вызов                                     | Вася                              |
| 2023      | с | Балет                                     | Вадик                             |
| 2023      | с | Открытый брак                             | Арсентьев                         |
| 2023      | с | Убить Риту                                | Василий Скуратов                  |
| 2023      | с | Сансара                                   | Егор                              |
| 2023      | ф | Заклятье. Шепот ведьм                     | Хавьер                            |
| 2023      | с | Блеск                                     | Синицын                           |
| 2023      | ф | Шавка                                     | Пётр                              |
| 2024      | с | На автомате                               | Альберт                           |
| 2024      | с | Ткачевы на связи                          | Босс Наташи                       |
| 2024      | с | Дино                                      | Бука                              |
| 2025      | с | Министерство Всего Хорошего               | Игорь                             |
| 2025      | с | Опасная близость                          | Виктор                            |
| 2025      | с | Высокий сезон                             | Сахар                             |

### Озвучивание
| Год  |   | Название                                    | Роль                     |
| ---- | - | ------------------------------------------- | ------------------------ |
| 2012 | ф | Голодные игры                               | Гейл Хоторн              |
| 2013 | ф | Ромео и Джульетта                           | Тибальт                  |
| 2013 | ф | Голодные игры: И вспыхнет пламя             | Гейл Хоторн              |
| 2013 | ф | Рейд 2                                      | Бежо                     |
| 2014 | ф | Голодные игры: Сойка-пересмешница. Часть I  | Гейл Хоторн              |
| 2014 | ф | Хранитель Луны                              | Некрос                   |
| 2015 | ф | Голодные игры: Сойка-пересмешница. Часть II | Гейл Хоторн              |
| 2016 | ф | Перестрелка                                 | Берни                    |
| 2018 | ф | Экстаз                                      | Имя персонажа не указано |
| 2019 | ф | Джентльмены                                 | Эрни                     |
| 2020 | ф | Легенда о Зелёном рыцаре                    | Король                   |
| 2021 | ф | Гнев человеческий                           | Карлос                   |